# Мирково
Ми́рково (болг. Мирково) — село в Софійській області Болгарії. Адміністративний центр общини Мирково.

## Населення
За даними перепису населення 2011 року у селі проживали 1664 особи.
Національний склад населення села:
| Національність   | Кількість осіб | Відсоток |
| ---------------- | -------------- | -------- |
| болгари          | 1412           | 92,4 %   |
| цигани           | 106            | 6,9 %    |
| турки            | 0              | 0 %      |
| Всього відповіли | 1528           |          |

Розподіл населення за віком у 2011 році:
Динаміка населення:

## Уродженці
- Асен Сіраков (1895—1960) — болгарський офіцер, генерал-майор. Військовий аташе в Будапешті та Берліні.